# Lonchopria porteri
Lonchopria porteri är en biart som beskrevs av Ruiz 1937. Lonchopria porteri ingår i släktet Lonchopria och familjen korttungebin. Inga underarter finns listade i Catalogue of Life.